# Petrovina Turopoljska
Petrovina Turopoljska – wieś w Chorwacji, w żupanii zagrzebskiej, w mieście Velika Gorica. W 2011 roku liczyła 708 mieszkańców.